# Doublette
pour la doublette en pétanque, voir Doublette (pétanque)
 (novembre 2022).
Si vous disposez d'ouvrages ou d'articles de référence ou si vous connaissez des sites web de qualité traitant du thème abordé ici, merci de compléter l'article en donnant les références utiles à sa vérifiabilité et en les liant à la section « Notes et références ».
La doublette est le nom d'un jeu de l'orgue à tuyaux.

## Description
De la famille des principaux, des fonds et des jeux à bouche, la doublette est un jeu de 2 pieds (taille du tuyau de la note la plus grave, le do1). Elle est le principal le plus aigu de l'orgue classique français. Bien qu'il soit possible de l'utiliser en soliste, elle est traditionnellement utilisée en mélange avec les autres jeux de sa famille (montre et prestant) pour former le chœur des principaux, auquel on ajoute fourniture et cymbale pour former le Plein Jeu. C'est habituellement un jeu très présent, étincelant, donnant de la brillance à l'instrument.
La doublette fait également partie du jeu de tierce, combinée ainsi : bourdon 8 + prestant + nasard + doublette + tierce.
Le nom « doublette » provient du fait que ce jeu parle à la double octave de la montre.